# Koós Iván
Koós Iván (Budapest, 1927. március 26. – Budapest, 1999. október 15.) Kossuth-díjas báb- és díszlettervező.

## Életútja
Felsőfokú tanulmányokat a Magyar Képzőművészeti Főiskola festőművész szakon folytatott (1949-1953), ahol mesterei Kmetty János és Szőnyi István voltak. Ezután a Műegyetem Rajz Tanszékén tanított. 
1954-ben Balogh Beatrix iparművésszel és Vízvári László piarista tanárral megalapították az Aurora Művészegyüttest, amely bábjátékkal (főként marionett-bábjátékkal), árnyjátékkal és pantomimmel foglalkozott. Ennek egészen 1960-ig egyik művészeti vezetője volt, de később is több bábjátékot tervezett és rendezett az Aurora utódjaként működő Astra Bábegyüttes számára.
1960-1993 között az Állami Bábszínházban, 1992-től Budapest Bábszínházban dolgozott, mint báb- és díszlettervező. 1994-1995-ben a Budapest Bábszínház igazgatója, 1995-1999 között művészeti vezetője, közben a Képzőművészeti - és a Filmművészeti Főiskolán is oktatott.
Bábjátékaival, báböltözeteivel, díszleteivel szinte az egész világot bejárta, Európa csaknem minden országát, s más földrészeken is bemutatkozott, Amerikában, Ázsiában (Kína, India). 1958-ban a bukaresti, 1963-ban a varsói Nemzetközi bábfesztiválon szerepelt.

## Művészete
Alkotói művészetében a kortársakkal együtt a képzőművészet és a zene egységét kereste, naturalisztikus figurák helyett élő emberek tulajdonságaival ruházta fel a bábokat és a tárgyakat. Szívesen és sok bábfigurát készített  felnőtt nézőknek szánt darabok számára is, de művészi hitvallásában (ars poetica) a gyermekeknek szánt bábszínházi előadások voltak a legigényesebbek és a legfontosabbak.
Széles skálán mozogva, a hétköznapi bábfiguráktól az abszurdig állította elő bábjait, melyeket új és újabb technikákkal vetett alá az átváltozás művészetének. Számos bábot, bábdíszletet, színházi díszletet, jelmezt tervezett és készített az egyes darabok előadásaihoz. Nemcsak jó bábszínházi előadások, hanem jó bábfilmek is születtek keze alatt, amelyeket bemutatott a Magyar Televízió vagy filmszínházak, mindez kiváló csapatmunkában, főleg az Auróra Bábegyüttes és a bábszínházi képzőművészek, színészek, rendezők összmunkája által.
Kiállításokon is szerepelt bábjaival, jelmezeivel, mintegy népszerűsíteni a bábozást.

## Kiállítások (válogatás)[3]

### Egyéni
- 1975 • Petőfi Irodalmi Múzeum, Budapest;
- 1978 • Kis Galéria, Eger • Gyöngyös • Kis Galéria, Hajdúszoboszló;
- 1979 • Tata • Törökszentmiklós • Szolnok • Mezőtúr;
- 1980 • Szombathely • Székesfehérvár • Debrecen.

### Csoportos
- 1999 • Vigadó Galéria, Budapest;
- 1999-2000 • A Bábszínház 50. évfordulója alkalmából rendezett kiállítás.

## Bábszínházi munkái[3]
- Bartók Béla: Fából faragott királyfi (1957, marionett, Auróra együttes)
- Joseph Haydn: Philemon és Baucis (1957, árnyjáték, Auróra együttes)
- A fogoly katona balladája (1958, pajzsbábok, filc applikáció, Auróra együttes)
- Ránki-Andersen: A császár új ruhája (1961, báb-díszlet, Állami Bábszínház)
- Csilicsala csodája (1961, báb-díszlet, Állami Bábszínház)
- Kaland a Vénuszon (1963, báb-díszlet, Állami Bábszínház)
- Irány az Ezeregyéjszaka (1964, báb-díszlet, Állami Bábszínház)
- Sztravinszkij-Szilágyi: Petruska (1965, botbábok, tárgykompozíciók, zsákvászon, üveg, díszlet, Állami Bábszínház)
- Ludas Matyi (1966, báb-díszlet, Állami Bábszínház)
- Gulliver Liliputban (1966, báb-díszlet, Állami Bábszínház)
- Beckett: Jelenet szöveg nélkül (1966, Kísérleti Stúdió, felnőtt műsor)
- Mrožek: Strip-tease (1966, Kísérleti Stúdió, felnőtt műsor)
- Hókirálynő (1966, díszlet, Bartók Gyermekszínház)
- Dürrenmatt: Angyal szállt le Babilonba (1967, figuraterv, vegyes technika, több paravános színpadkép, Állami Bábszínház, felnőtt műsor)
- Svarc-Kardos: A sárkány (1967, színpadképterv, Állami Bábszínház)
- János vitéz (1967, díszlet, Állami Bábszínház)
- Csilicsala csodája (1968, báb-díszlet, Állami Bábszínház)
- Bohóc rókák és egyéb mókák (1968, díszlet, Állami Bábszínház)
- Bartók: A csodálatos mandarin (1969, színpadkép, pálcás botbábok, fa, különféle textil, Állami Bábszínház, felnőtt műsor)
- Brecht-Weil: A kispolgár hét fő bűne (1969, síkfigura, vászonnal kasírozott fejek, bábok, díszlet, Állami Bábszínház, felnőtt műsor)
- Tündér Lala (1969, báb-díszlet, Állami Bábszínház)
- Übü király (1969, díszlet, Ódry Színpad, felnőtt műsor)
- Volga vitéz (1970, báb-díszlet, Állami Bábszínház)
- Van Itallie: Motel (1972, báb-díszlet, Állami Bábszínház, felnőtt műsor)
- Ligeti-Szilágyi: Aventures (1972, báb-díszlet, Állami Bábszínház, felnőtt műsor)
- Kodály: Háry János (1972, szekrényszínpad, Állami Bábszínház, felnőtt műsor)
- Beckett: Jelenet szöveg nélkül (1972, figura, Állami Bábszínház, felnőtt műsor)
- Y háború (1972, bábjáték, TV zenés színház)
- János vitéz (1973, báb-díszlet, Állami Bábszínház)
- Búsképű lovag, Falanszter (1973, díszlet-jelmez, Huszonötödik Színház)
- Bartók-Szilágyi: Táncszvit (1973, síkfigurák, bőr, műanyag, spárga, Állami Bábszínház, felnőtt műsor)
- Szentivánéji álom (1973, díszlet, Állami Bábszínház, felnőtt műsor)
- Csongor és Tünde (1974, báb-díszlet, Állami Bábszínház)
- Csudakarikás (1974, díszlet-jelmez, pécsi Nemzeti Színház)
- Mozart-Urbán: Les petits riens (Kis semmiségek) (1975, színpadkép, párnafigurák, bársony, selyem, Állami Bábszínház, felnőtt műsor)
- Csizmás kandúr (1975, báb-díszlet, Állami Bábszínház)
- Stravinsky-Szilágyi: A katona története (1976, botbáb, kézifestésű vászon, Állami Bábszínház, felnőtt műsor)
- La valse (báb-jelmez, díszlet, Állami Bábszínház, felnőtt műsor)
- Ligeti-Szilágyi: Aventures (1976, báb-díszlet, Állami Bábszínház, felnőtt műsor)
- Klasszikus szimfónia (1976, báb-díszlet, Állami Bábszínház, felnőtt műsor)
- Oresztész (1976, díszlet-jelmez, Debrecen, szabadtéri előadás)
- Vitéz lélek (1976, díszlet-jelmez, Veszprém, Petőfi Színház)
- Lear király (1976, díszlet-jelmez, Huszonötödik Színház)
- A három kismalac (1977, báb-díszlet, Állami Bábszínház)
- Vásári bábkomédiák (1977, díszlet, Állami Bábszínház)
- Diótörő (1978, báb-díszlet, Állami Bábszínház)
- Hullámzó vőlegény (1978, díszlet, jelmez, Veszprém, Petőfi Színház)
- János vitéz (1978, díszlet-jelmez, Szeged, szabadtéri játékok)
- Jelenet szöveg nélkül II. (1979, báb-díszlet, Állami Bábszínház, felnőtt műsor)
- Csipkerózsika (1979, báb-díszlet, Állami Bábszínház)
- János Vitéz (1979, díszlet-jelmez, Fővárosi Operettszínház)
- Énekes madár (1979, díszlet-jelmez, Petőfi Színház, Veszprém)
- Muzsikus Péter (1979, díszlet-jelmez, Csiky Gergely Színház, Kaposvár)
- Szentivánéji álom (1980, díszlet, Állami Bábszínház, felnőtt műsor)
- Berzsián (1980, jelmez, Kaposvár, Csiky Gergely Színház)
- Cantata profana (1981, báb-díszlet, Állami Bábszínház, felnőtt műsor)
- Berzsián és Dideki (1982, báb-díszlet, Állami Bábszínház, ifjúsági műsor)
- Odüsszeusz a tengerek vándora (1982, báb-maszk-díszlet, Állami Bábszínház, ifjúsági műsor)
- Kinizsi (1982, báb, MTV)
- Tűzmadár Bródy Verával (1983, báb-díszlet, Állami Bábszínház)
- Ördögölő Józsiás (1983, díszlet-jelmez, Csokonai Színház, Debrecen)
- Bolondmalom (1983, díszlet, Budapest Gyermekszínház)
- A furfangos csecsemő (1984, báb-maszk-díszlet, MTV)
- Kalevala, ifjúsági műsor (1984, báb-díszlet, Állami Bábszínház)
- Ördögölő Józsiás (1986, díszlet-jelmez, Várszínház, Eger)
- Énekes madár (1988, Csokonai Színház, Debrecen)
- Shakespeare: Vihar (1990, bábjáték, Állami Bábszínház)
- Dzsungel könyve (1993, bábjáték, Állami Bábszínház).

## Filmek
- Dugasz Matyi birodalma, tévéfilm, 1966. – Tervező.
- Mekk Elek, az ezermester, bábfilmsorozat, 1973. – Tervező.
- Hahó, a tenger!, mozifilm, 1972. – Bábtervező.
- Marci és a kapitány, bábfilmsorozat, 1977. – Tervező.
- Kinizsi, bábfilm', 1983.[4] – Bábtervező.
- A furfangos csecsemő, tévéjáték, 1985. – Tervező.
- Bolondmalom, tévéjáték, 1986.[5] – Díszlettervező.

## Társasági tagság
- Auróra Bábegyüttes (alapító tag, 1954)

## Díjak, elismerések
- Nívódíj (Kaland a Vénuszon bábdíszlet elismerése, 1963)
- Jászai Mari-díj (1967, 1975)
- Nemzetközi Szcenikai Quadriennálé ezüstérme (Prága, 1979)
- Érdemes művész (1982)
- Kiváló művész (1987)
- Kossuth-díj (1999)